# Savage Love

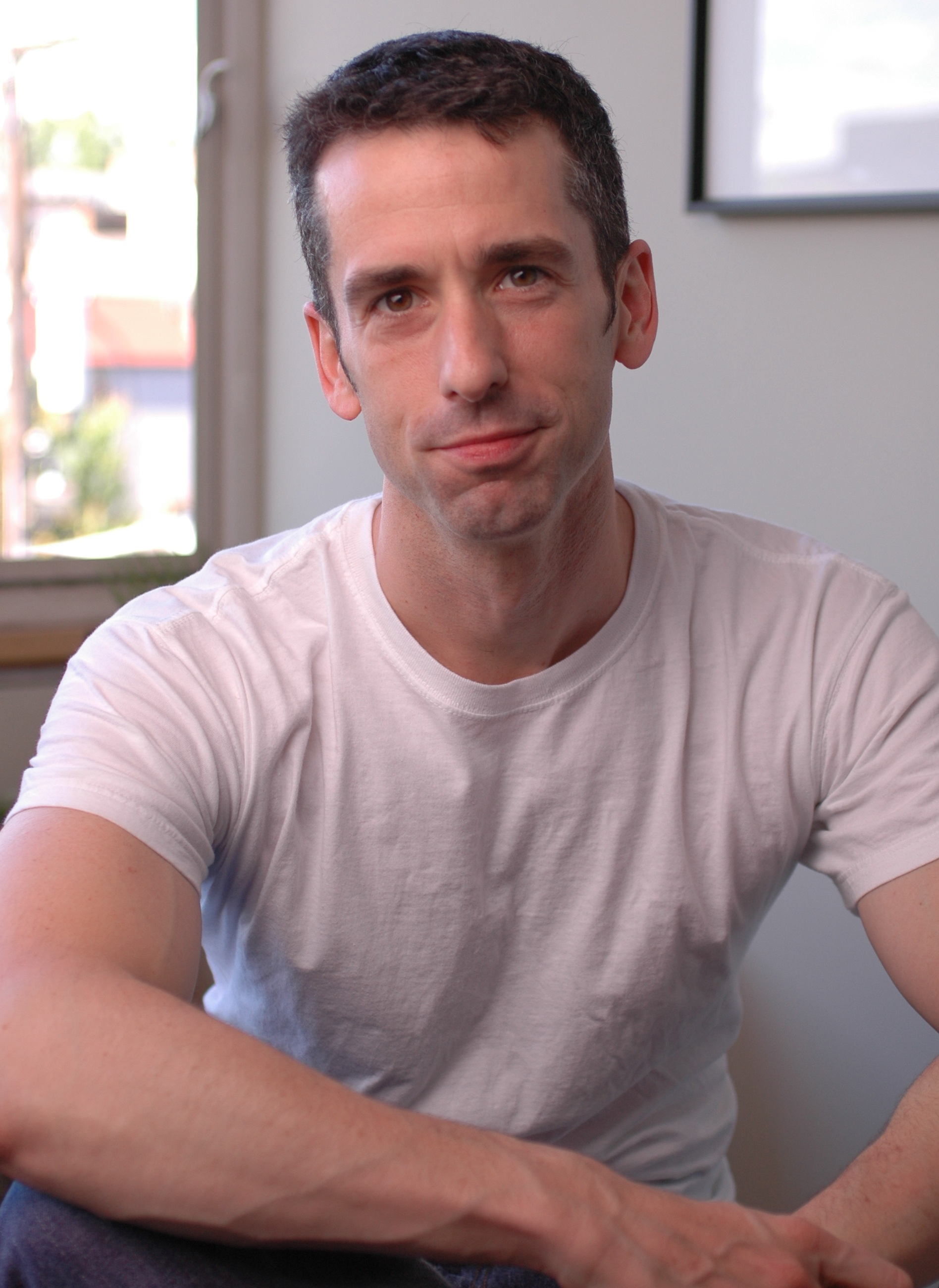
Dan Savage (2005)

Savage Love est le nom de la chronique hebdomadaire de l'activiste gay Dan Savage. Elle parait dans plusieurs journaux alternatifs gratuits nord-américains, dont The Stranger à Seattle et Now à Toronto, selon le processus de vente et de diffusion connu sous le nom de « syndication ».